# 王績
王 績（おう せき、585年 - 644年）は、中国・唐の詩人。字は無功。絳州竜門県（現在の山西省運城市河津市）の出身。
隋末の儒学者・王通の弟。
『東皐子集』一巻がある。